# Matrimonio igualitario en Namibia
El matrimonio igualitario en Namibia es legal solo cuando se realiza en el extranjero. Esto se dio a partir del 16 de mayo de 2023, cuando la Corte Suprema dictaminó por 4 votos a 1 que los matrimonios entre personas del mismo sexo celebrados fuera de Namibia deberían reconocerse a efectos de residencia. Un proyecto de ley que busca revocar el fallo fue aprobado por el Parlamento de Namibia y espera la firma del presidente Nangolo Mbumba.

## Reconocimiento histórico de las relaciones entre personas del mismo sexo
Si bien muchas culturas namibias modernas históricamente practicaron la poligamia, no hay registros de matrimonios entre personas del mismo sexo, tal como se entiende desde una perspectiva occidental, que se hayan realizado en esas culturas. Sin embargo, existe evidencia de identidades y comportamientos que pueden ubicarse en el espectro LGBT. Los primeros europeos que visitaron la actual Namibia, incluidos antropólogos, etnólogos y sacerdotes, informaron sobre "ceremonias de matrimonio entre personas del mismo sexo" entre los pueblos Ovambo, Nama, Herero e Himba. El antropólogo alemán Kurt Falk informó en la década de 1920 que "la costumbre tribal habitual de los Ovambo apoya las relaciones entre personas del mismo sexo, por lo que casi todos los Ovambo han tenido relaciones homosexuales". El etnólogo Carlos Estermann mencionó que en la sociedad Ovambo existían personas que cumplían un rol de tercer género, conocido como kimbanda, que son "reclutados exclusivamente entre hombres [que] son pocos y temidos y su actividad está rodeada de un profundo misterio". También escribió que un gran número de propietarios de un omakola, un instrumento musical, eran homosexuales pasivos (omasenge), que "se vestían como mujeres, hacían trabajos de mujeres y 'contraían matrimonio' con otros hombres que ya tenían esposas". "Un esenge [singular de omasenge] es esencialmente un hombre que está poseído desde la infancia por un espíritu del sexo femenino, que ha ido arrancando de él, poco a poco, el gusto por todo lo masculino y viril".
Entre los herero, era "costumbre" que dos hombres formaran amistades eróticas, conocidas en otjiherero como omapanga, que normalmente incluían relaciones sexuales anales; sin embargo, cuando alguno de los hombres se casaba, la relación terminaría. El pueblo Nama reconoció un "pacto mutuo de amistad" similar que involucraba relaciones sexuales entre personas del mismo sexo. Fulk informó: "Por regla general, la relación que se establece de este modo implica principalmente una profunda amistad y ayuda mutua, especialmente en cuestiones económicas. También se utiliza como medio para establecer una relación homosexual, especialmente entre los muchachos, que se cuidan celosamente unos a otros". Estas costumbres desaparecieron con la modernización y la introducción del cristianismo y la cultura occidental en Namibia a finales del siglo XIX y principios del XX.

## Historia jurídica

### Antecedentes
La Ley de Matrimonio (Ley 25 de 1961), promulgada por el Parlamento de Sudáfrica cuando Namibia todavía era África del Sudoeste, no prohíbe explícitamente el reconocimiento de los matrimonios entre personas del mismo sexo; tampoco define explícitamente el matrimonio. Sin embargo, se ha interpretado que la ley no reconoce las uniones entre personas del mismo sexo. Cuando Namibia se independizó en 1990, conservó todas las leyes sudafricanas a menos que fueran derogadas o modificadas explícitamente por una ley del Parlamento. Además, la Constitución de Namibia no permite explícitamente los matrimonios entre personas del mismo sexo y establece en el artículo 14(2):

El matrimonio sólo se contraerá con el libre y pleno consentimiento de los contrayentes.

El artículo 14(1) establece que los hombres y mujeres en edad de casarse pueden contraer matrimonio independientemente de su raza, color, religión, etnia, credo, condición social o económica o nacionalidad. Además, hombres y mujeres tienen los mismos derechos y obligaciones, ya sea durante el matrimonio o en el momento de su disociación. El artículo 14(3) sitúa a la familia como la "unidad natural y fundamental de la sociedad", con derecho a una protección especial por parte del Estado.
Las relaciones sexuales anales entre hombres siguen siendo ilegales en Namibia según la Ley de Procedimiento Penal (Ley 51 de 1977). Aunque nunca nadie ha sido condenado, en ocasiones se denuncian casos a la policía, lo que da lugar a detenciones y tomas de huellas dactilares, y se infunde miedo en la comunidad LGBT.

### Posiciones políticas
John Walters, Defensor del Pueblo de Namibia, expresó su apoyo al matrimonio entre personas del mismo sexo en agosto de 2016. La SWAPO, el partido gobernante desde la independencia, se opone al matrimonio entre personas del mismo sexo. Desde que Yvonne Dausab se convirtió en Ministra de Justicia en 2020, el gobierno liderado por la SWAPO ha suavizado su posición, sugiriendo que el gabinete discuta la eliminación de la ley de sodomía. De los otros partidos representados en el Parlamento de Namibia, la Voz Demócrata Cristiana (CDV) y los Luchadores por la Libertad Económica de Namibia (NEFF) se oponen firmemente al matrimonio entre personas del mismo sexo. El Movimiento Democrático Popular (PDM) se muestra ambivalente al respecto.

### Casos judiciales

#### Presidente de la Junta de Selección de Inmigración contra Frank y otro
A finales de la década de 1990, Elizabeth Khaxas y su pareja alemana Erna Elizabeth Frank presentaron una demanda para que se reconociera su relación lésbica en Namibia. La ley de Namibia otorga residencia y ciudadanía a los extranjeros que se casan con ciudadanos namibios. Sin embargo, como la relación entre personas del mismo sexo de la pareja no estaba reconocida por la ley, Frank no pudo obtener la residencia permanente ni la ciudadanía. Solicitó dos veces un permiso de residencia permanente ante la Junta de Selección de Inmigración, en 1996 y 1997, y la Junta rechazó la solicitud en ambas ocasiones. El Tribunal Superior falló a favor de la pareja en 1998 y ordenó a la Junta que concediera un permiso de residencia a Frank. La Junta apeló la decisión ante el Tribunal Supremo. En el caso Presidente de la Junta de Selección de Inmigración contra Frank y otro, de 5 de marzo de 2001, el Tribunal Supremo sostuvo que:

Las relaciones homosexuales, ya sean entre hombres y hombres o entre mujeres y mujeres, quedan claramente fuera del alcance y la intención del artículo 14 [de la Constitución de Namibia].

Si bien el tribunal dictaminó que a Frank se le debería conceder un permiso de residencia permanente, que recibió un año después, no se pronunció a favor del reconocimiento legal de las relaciones entre personas del mismo sexo.

#### Digashu contra GRN y Seiler-Lilles contra GRN
En diciembre de 2017, Johann Potgieter y su marido sudafricano Matsobane Daniel Digashu presentaron una demanda ante el Tribunal Superior, titulada Digashu contra el Gobierno de la República de Namibia, para que se reconociera su matrimonio en Namibia. La pareja se había casado en Sudáfrica en 2015, pero Digashu no fue reconocido como cónyuge de Potgieter por el Gobierno de Namibia, lo que provocó varios problemas legales y burocráticos al no poder recibir la residencia permanente ni la ciudadanía, como se concede a las parejas casadas del sexo opuesto. En enero de 2018, los funcionarios aceptaron la solicitud de la pareja para permitir que Digashu y su hijo ingresaran a Namibia, mientras el Tribunal Superior continuaba revisando su caso. Otro caso, titulado Seiler-Lilles contra el Gobierno de la República de Namibia, fue presentado en 2018 por Anette Seiler-Liles y su esposa alemana Anita Seiler-Lilles, juntas desde 1988. La pareja argumentó que su matrimonio alemán de 2017 debería ser reconocido en Namibia.
En junio de 2019, el juez presidente Petrus Damaseb ordenó que se designara un tribunal completo de tres jueces para conocer todos los casos pendientes. En septiembre de 2019, las parejas acordaron consolidar sus pleitos. Los jueces Hannelie Prinsloo, Orben Sibeya y Esi Schimming-Chase escucharon los argumentos orales en el caso judicial combinado el 20 de mayo de 2021. Las parejas pidieron al tribunal que reconociera sus matrimonios celebrados fuera de Namibia. El abogado principal Raymond Heathcote, que representa a los demandantes, argumentó que el caso no legalizaría el matrimonio entre personas del mismo sexo en Namibia, sino que buscaba reconocer los matrimonios celebrados en otros lugares. Sostuvo que la Constitución otorga a hombres y mujeres el derecho a casarse sin limitaciones debido a su estatus social, y que la discriminación basada en la orientación sexual es discriminación por motivos de sexo y estatus social, dos motivos por los cuales la Constitución prohíbe toda discriminación. Se emitió sentencia el 20 de enero de 2022. Los jueces estuvieron de acuerdo en principio con los demandantes, pero dictaminaron que estaban vinculados por el caso de 2001 titulado Presidente de la Junta de Selección de Inmigración contra Frank y otro y, como resultado, no pudieron fallar a favor del matrimonio entre personas del mismo sexo. Los jueces animaron a las parejas a apelar ante el Tribunal Supremo para que se anulara su fallo anterior. El juez Prinsloo dijo: "Sólo la Corte Suprema puede corregirse a sí misma", y agregó que "ya es hora de que la Constitución refleje la realidad social". Las parejas dijeron que estaban "decepcionadas" con la decisión pero que ahora considerarían una apelación ante la Corte Suprema. La abogada Carli Schlickerling, que representa a los demandantes, dijo: "El tribunal nos dijo esta mañana: 'mira, queremos ayudarte, creemos que deberías tener éxito en las cuestiones constitucionales'. Parece que el tribunal está exponiendo al Tribunal Supremo por qué deberíamos prosperar en la apelación".
La Corte Suprema escuchó los argumentos orales el 3 de marzo de 2023. El 16 de mayo de 2023 dictaminó por 4 a 1 que, debido a las garantías constitucionales de igualdad y dignidad, el gobierno debe reconocer los matrimonios entre personas del mismo sexo celebrados fuera de Namibia a efectos de residencia. También comentó su decisión de 2001, afirmando que sus comentarios anteriores sobre las relaciones entre personas del mismo sexo eran "comentarios periféricos y subsidiarios que no eran necesarios para esa decisión y, por lo tanto, [...] no eran vinculantes".

##### Consecuencias y reacciones
El fallo fue bien recibido por los matrimonios demandantes. Digashu dijo que estaba "abrumado", "El viaje del litigio fue solitario, al principio. Pero hicimos algunos amigos y conexiones hermosas a lo largo del camino, desde el litigio y el apoyo del Centro de Litigios de África del Sur, que nos ayudó mucho, hasta las organizaciones de la sociedad civil aquí en Namibia con las que encontramos un gran sentido de comunidad". Siegliende Wether, presidente de la Asociación de Residentes del Distrito Electoral de Khorixas, también acogió con satisfacción el fallo: "Todos somos creación de Dios y nadie debe ser menos que otro. Namibia tiene que vivir a la altura de una sociedad justa e igualitaria, como enfatiza la Constitución". Sin embargo, el fallo encontró una feroz oposición de grupos religiosos y políticos. El Consejo de Iglesias en Namibia emitió un comunicado pidiendo a los legisladores que prohíban el matrimonio entre personas del mismo sexo, calificándolo de "contrario a la cultura namibia".
En julio de 2023, el Consejo Nacional aprobó una legislación que buscaba revocar el fallo judicial. El proyecto de ley definiría el matrimonio como la "unión entre personas del sexo opuesto" y definiría al cónyuge como "la mitad de una unión legal entre un hombre nacido genéticamente y una mujer nacida genéticamente". Además, convertiría la celebración, presencia, promoción o difusión de un matrimonio entre personas del mismo sexo en un delito penal punible con hasta seis años de prisión y multas de hasta 100 000 dólares namibios, lo que quienes se oponen al proyecto de ley describieron como una "clara violación de la libertad de expresión". No está claro cómo el proyecto de ley revocaría legalmente el fallo judicial, ya que la Corte Suprema ha dictaminado que el principio constitucional de igualdad garantiza el reconocimiento de los matrimonios entre personas del mismo sexo celebrados en el extranjero, y el proyecto de ley no es una enmienda constitucional y por lo tanto no puede revocar la decisión del tribunal. Si se promulga y se presenta una impugnación, es probable que se considere inconstitucional y se anule. El diputado McHenry Venaani dijo: "No he visto proyectos de ley redactados deliberadamente para contradecir sentencias. No estoy seguro de que pasen la prueba de constitucionalidad".
El proyecto de ley fue aprobado por unanimidad en la Asamblea Nacional a finales de septiembre de 2023. Ahora espera la firma o el veto del presidente Nangolo Mbumba. Hage Geingob, quien fue presidente hasta su muerte en febrero de 2024, manifestó su oposición al matrimonio entre personas del mismo sexo en julio, pero expresó "precaución" sobre la constitucionalidad del proyecto de ley. El diputado Daniel Kashikola también expresó su preocupación por las implicaciones del proyecto de ley para los matrimonios consuetudinarios y las personas intersexuales. Equal Namibia, un grupo de defensa de la comunidad LGBT, dijo que presentaría una demanda impugnando el proyecto de ley si Geingob lo promulgara. Omar van Reenen, director de campaña de la organización, dijo: "[Este proyecto de ley es] totalmente inconstitucional y fracasará en los tribunales. Pero demostró que se trata de una legislatura que está empeñada en violar su juramento para obtener puntos de campaña baratos".

#### Grobler contra el ministro del Interior e Inmigración
En 2018, la abogada Anita Grobler de Otjiwarongo y su esposa sudafricana Susan Jacobs, juntas durante más de 25 años, presentaron una demanda ante el Tribunal Superior para que se reconociera en Namibia su matrimonio sudafricano de 2009 y se obtuvieran derechos de residencia para Jacobs. El Ministro del Interior e Inmigración fue nombrado principal acusado en la demanda. La Junta de Selección de Inmigración decidió el 25 de julio de 2019 aprobar la solicitud de Jacobs de un permiso de residencia permanente. Hizo el pago requerido de 18 000 dólares namibios por el permiso, pero en octubre de 2019 todavía no se lo habían expedido. La pareja acordó considerar un acuerdo de conciliación y la retirada de su demanda una vez que se emitiera el permiso de residencia.

#### Lühl contra el ministro del Interior e Inmigración
En octubre de 2021, el juez del Tribunal Superior Thomas Masuku dictaminó que el hijo de una pareja del mismo sexo, el ciudadano mexicano Guillermo Delgado y el nacional namibio Phillip Lühl, nacido mediante gestación subrogada en Sudáfrica, era ciudadano de Namibia por ascendencia. El Tribunal Supremo anuló la decisión del Tribunal Superior en marzo de 2023, sosteniendo que el Tribunal Superior se había "desviado" al conceder la ciudadanía al niño; "Dado que el nacimiento no se registró de conformidad con la Ley de ciudadanía, el Tribunal Superior no era competente para conceder la reparación".
En marzo de 2022, el presidente del Tribunal Supremo, Peter Shivute, ordenó al Ministerio del Interior que reevaluara la solicitud de residencia de Delgado. A pesar del estrecho alcance del fallo, el activista Ndilokelwa Nthetwa celebró la decisión: "A la pareja misma, esto los impacta y no necesariamente para la comunidad, pero es una victoria en la forma en que la Corte Suprema ha reconocido que el ministerio ha abusado de la política pública (confianza) para tratar a esta pareja y su familia de una manera muy inhumana y hostil".

## Actuación religiosa
En 2015, el Sínodo General de la Iglesia Reformada Holandesa votó por una mayoría del 64% para reconocer los matrimonios entre personas del mismo sexo, bendecir las relaciones de parejas del mismo sexo y permitir ministros y clérigos homosexuales (que no están obligados a ser célibes). La decisión se aplica a 9 de los 10 sínodos, quedando excluido el Sínodo de Namibia, pero sí se aplica al Sínodo del Norte, que incluye partes de la Franja de Caprivi. La decisión provocó reacciones negativas y objeciones, por lo que fue revocada un año después. Posteriormente, una docena de miembros de la iglesia llevaron la denominación a los tribunales para restaurar la decisión de 2015. En 2019, el Tribunal Superior de Gauteng del Norte revocó la decisión y dictaminó que, si bien las organizaciones religiosas tienen la libertad religiosa de definir el matrimonio, la decisión de 2016 no se tomó de acuerdo con el proceso adecuado de la iglesia. Los pastores individuales son libres de elegir si bendicen los matrimonios entre personas del mismo sexo; una cláusula de libertad de conciencia permite a los pastores con objeciones optar por no celebrar bodas entre personas del mismo sexo.
La Iglesia Anglicana del Sur de África, que tiene una diócesis en Namibia, no permite los matrimonios entre personas del mismo sexo. Sus políticas matrimoniales establecen que "el santo matrimonio es la unión exclusiva y permanente entre un hombre y una mujer". En 2016, el sínodo votó en contra de bendecir las uniones entre personas del mismo sexo. La decisión dividió a la iglesia, y varias diócesis decidieron continuar con la bendición de las relaciones entre personas del mismo sexo, en particular la Diócesis de Saldanha Bay. El arzobispo Thabo Makgoba expresó su decepción por la decisión de no bendecir las uniones entre personas del mismo sexo, pero añadió que "no todo está perdido", expresando la esperanza de que el asunto se vuelva a debatir en el futuro. El ex arzobispo Njongonkulu Ndungane también expresó su decepción por la decisión. A principios de 2023, la iglesia una vez más se negó a permitir que su clero bendijera las uniones entre personas del mismo sexo, pero ordenó al sínodo que desarrollara "directrices para brindar un ministerio pastoral a quienes tienen relaciones entre personas del mismo sexo".
En 2017, el obispo Shekutaamba Nambala de la Iglesia Evangélica Luterana de Namibia, una de las mayores denominaciones cristianas de Namibia, condenó el matrimonio entre personas del mismo sexo y la práctica tradicional Ovambo de olufuko, que la iglesia considera "pagana" y "contraria al cristianismo".